# Nationalfeiertag (Kanada)

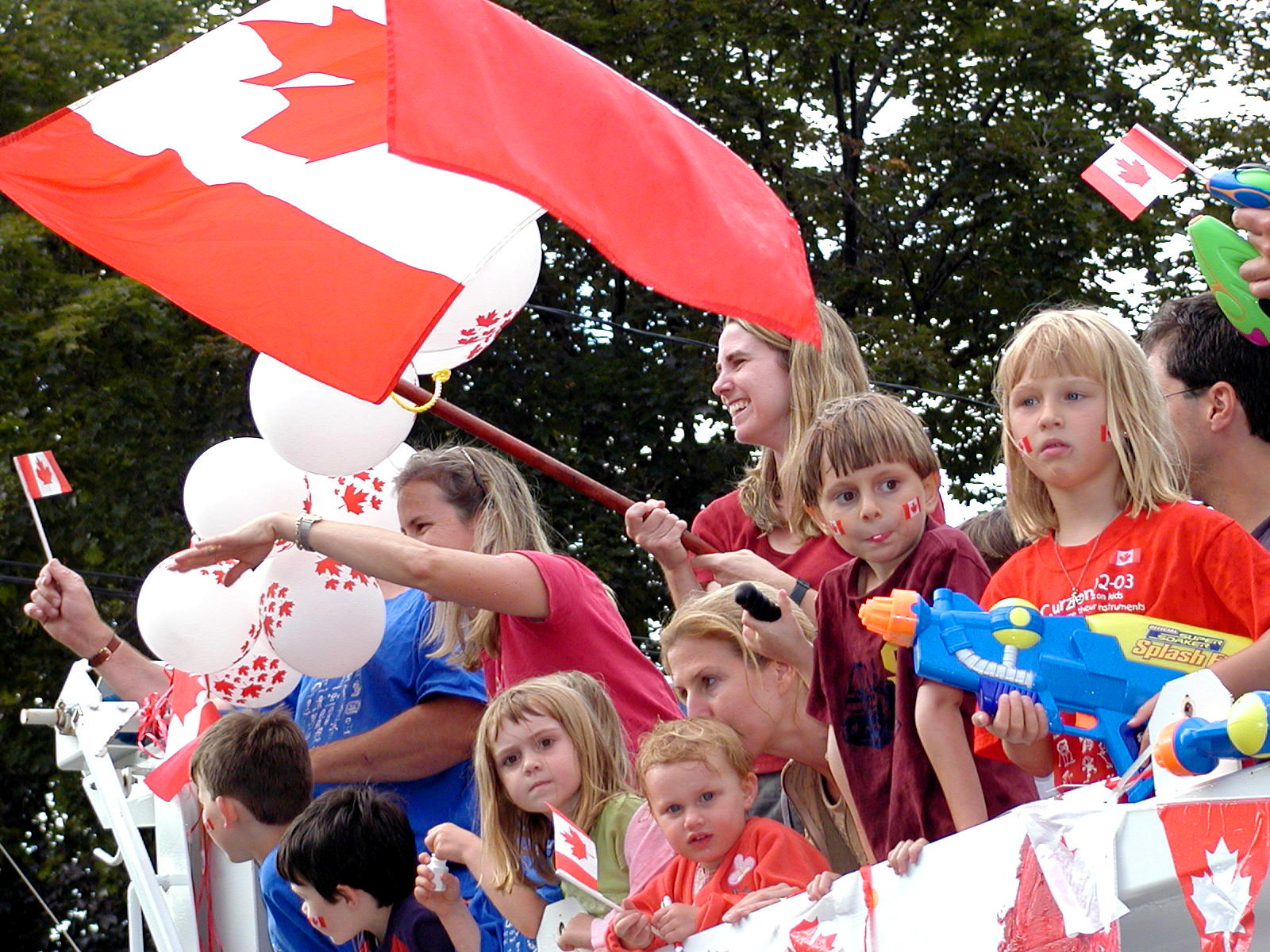
Kinder mit kanadischer Flagge am Canada Day in Montreal

Der 1. Juli ist der kanadische Nationalfeiertag (englisch Canada Day, französisch Fête du Canada) und erinnert an die Bildung Kanadas (als Bundesstaat des britischen Commonwealth) durch den British North America Act am 1. Juli 1867.

## Geschichte

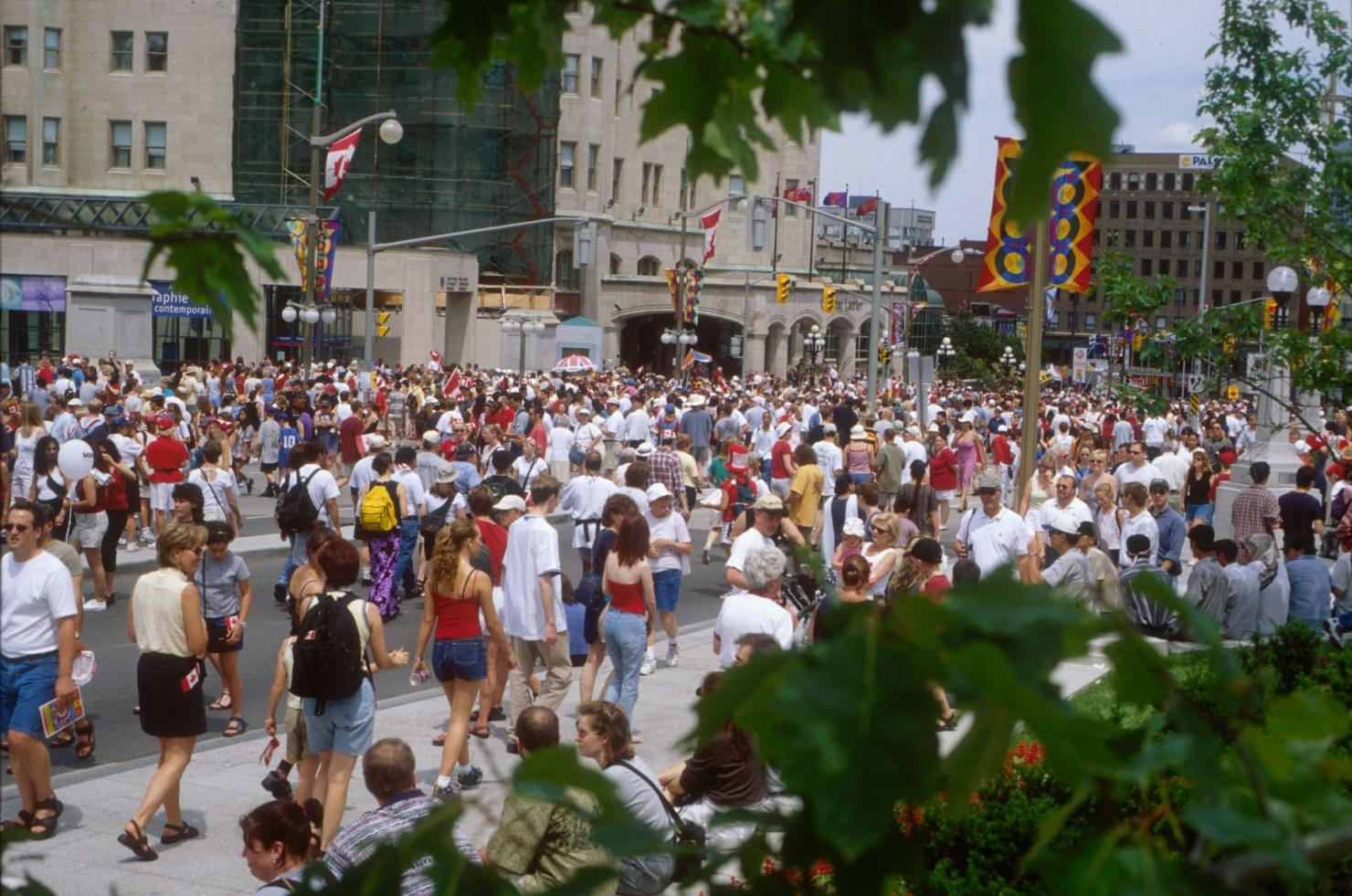
In der Hauptstadt Ottawa versammeln sich jährlich Hunderttausende am Parliament Hill.

Der British North America Act legte 1867 das sogenannte Dominion of Canada fest, dem die Provinzen Ontario, Québec, Nova Scotia und New Brunswick angehörten.
1879 wurde der 1. Juli offiziell zum Feiertag erklärt und Dominion Day genannt. Der Begriff kanadischen Ursprungs umschrieb die neuerlangte politische Einheit, zu einer Zeit, als die Väter der Konföderation noch zögerten, einen Namen mit dem Charakter einer Unabhängigkeitsbestrebung zu verwenden. Der Name des Feiertags wurde am 27. Oktober 1982 in Canada Day geändert, hauptsächlich mit Bezug auf den kürzlich angenommenen Canada Act desselben Jahres.
Am Dominion Day 1923 trat der Chinese Immigration Act desselben Jahres in Kraft. Bis das Gesetz 1947 außer Kraft gesetzt wurde, bezeichneten die Chinesen den 1. Juli auch als Humiliation Day (deutsch Tag der Demütigung) und weigerten sich, den Nationalfeiertag zu feiern.
Der Canada Day wird heute von allen Provinzen gefeiert und als arbeitsfreier Tag von nahezu allen Arbeitgebern unterstützt. In Québec gilt der 1. Juli zusätzlich als „Umzugstag“, da die meisten Mietverträge zum 1. Juli enden und viele Menschen umziehen.
In Neufundland und Labrador wird der 1. Juli auch als Gedenktag in Erinnerung an die großen Verluste des Royal Newfoundland Regiments während der Schlacht an der Somme im Ersten Weltkrieg begangen.

## Festivitäten und Aktivitäten

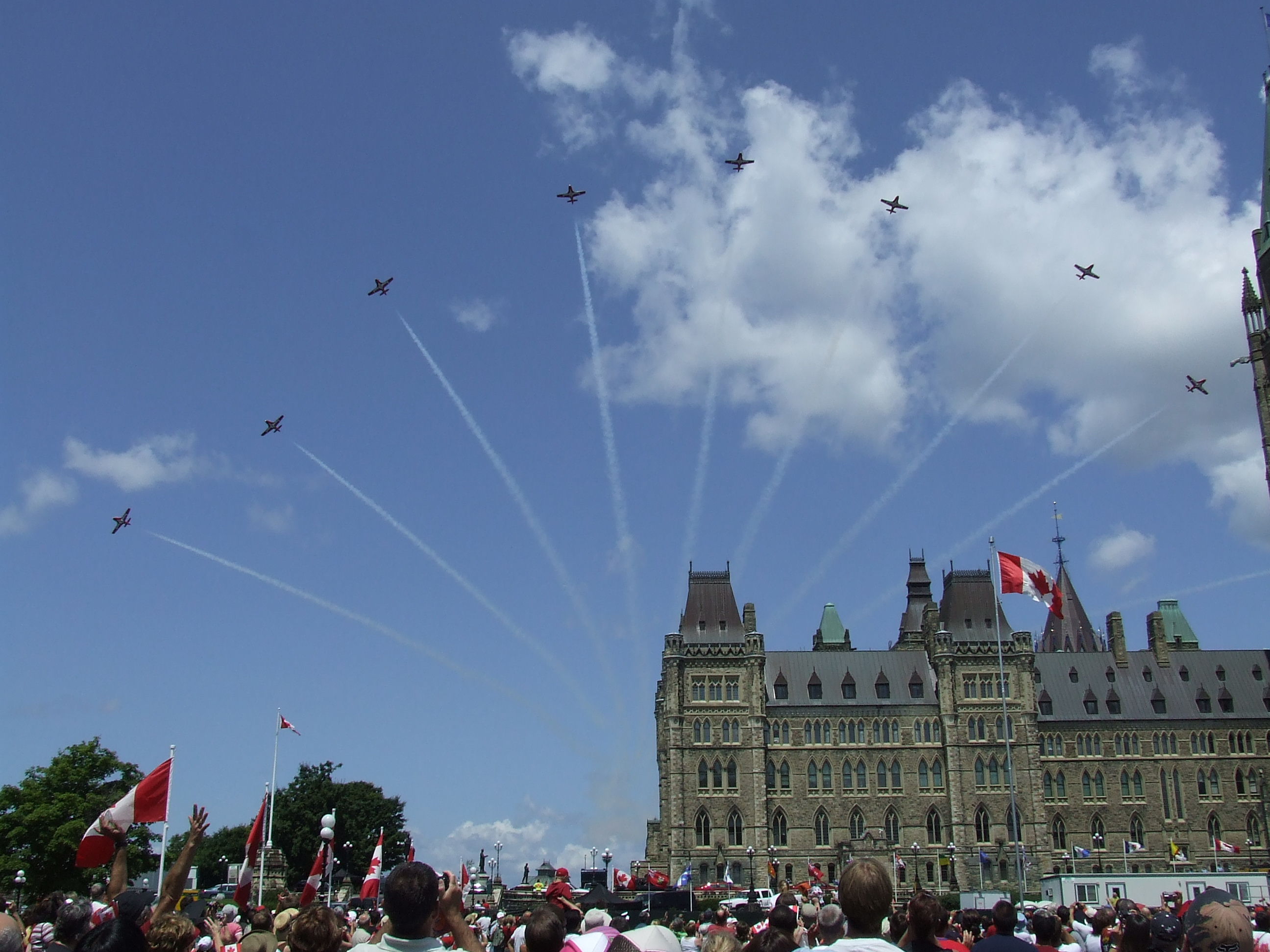
Die Snowbirds-Kunstflugstaffel auf dem Canada Day in Ottawa

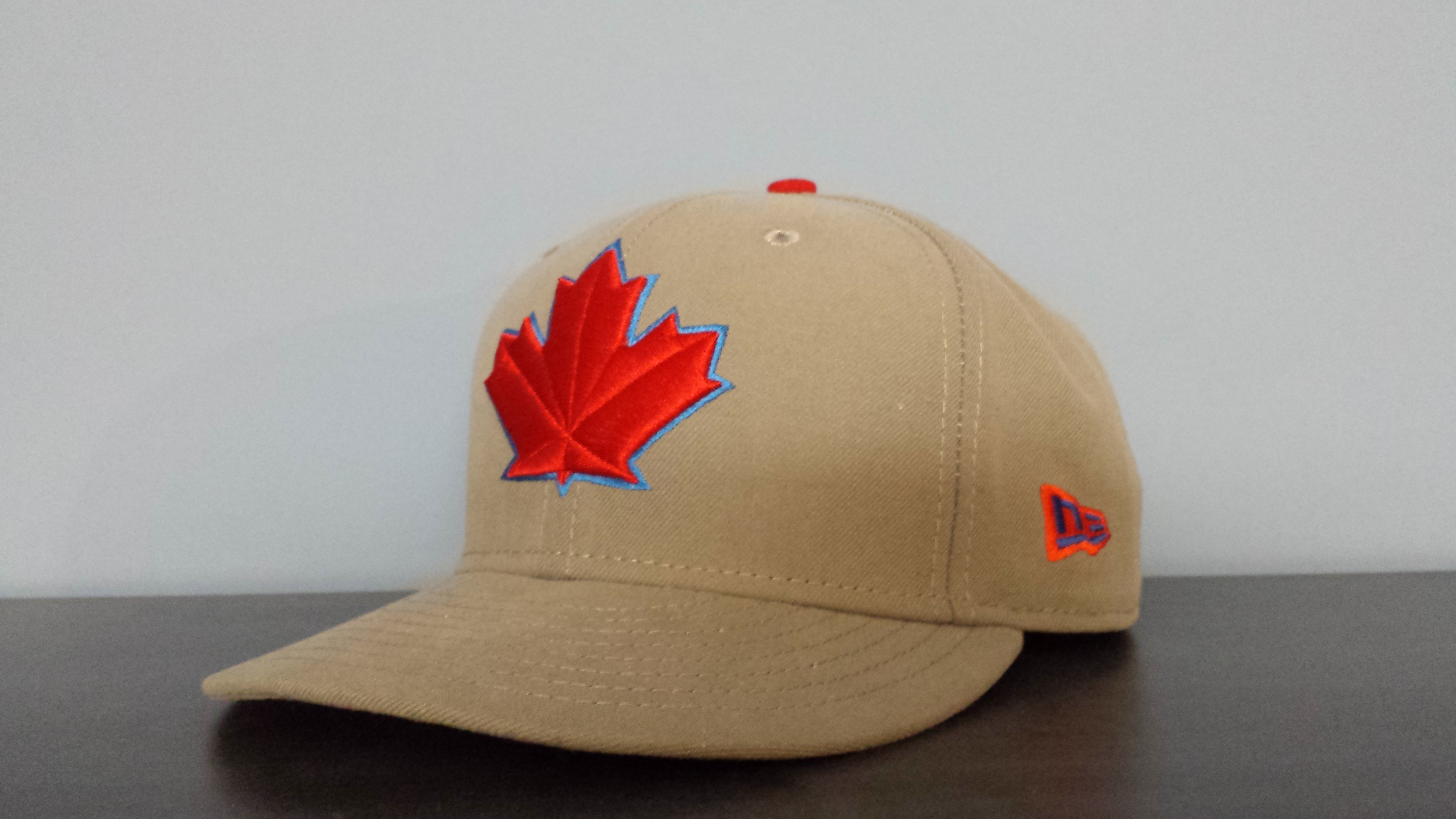
Am 1. Juli spielen die Toronto Blue Jays mit besonderen Mützen (hier in Auswärtsfarben)

Sehr viele Städte und Gemeinden im ganzen Land organisieren und veranstalten Feierlichkeiten am Canada Day. Diese Festivitäten finden im Freien statt und beinhalten Paraden, Karneval, Festivals, Luft- und Marineshows, Feuerwerke, freie Musikkonzerte, sowie Zeremonien für neu eingebürgerte kanadische Staatsbürger. Es gibt keine generellen Vorgaben für die Veranstaltung.
Die größte Feier konzentriert sich jedoch auf dem Parliament Hill in Ottawa, der Bundeshauptstadt Kanadas. An dieser Feier nehmen auch der Premierminister sowie der Generalgouverneur von Kanada sowie andere Politiker und bekannte Personen teil. Des Weiteren finden weiter kleinere Veranstaltungen im Umkreis von Ottawa, wie z. B. in Gatineau, statt.